# Pjotr Nikolajevič Pospelov
Pjotr Nikolajevič Pospelov (rusko Пётр Николаевич Поспелов), ruski urednik, komunist, akademik in ekonomist, * 20. junij 1898, Konakovo, † 22. april 1979, Moskva.
Bil je visoki funkcionar KP SZ (stari boljševik), propagandist, član Akademije znanosti ZSSR (1953), glavni urednik Pravde, direktor Inštituta marksizma-leninizma. Bil je poznan kot zagrizen stalinist, ki je hitro postal podpornik Hruščeva.

## Življenje
Leta 1930 je diplomiral na ekonomskem oddelku Inštituta rdečih profesorjev.
Bil je tudi vodja t. i. Pospelove preiskovalne komisije o množičnemu preganjanju v Sovjetski zvezi, katere izsledke je uporabil Hruščev v znamenitem govoru O osebnem kultu in posledicah. Pisal je tudi o zgodovini ruske komunistične partije.
Pokopan je na moskovskem pokopališču Novodeviči.

## Odlikovanja
- red Lenina (6x)
- red oktobrske revolucije
- red domovinske vojne
- red prijateljstva med narodi
- heroj socialističnega dela (1958)
- Leninova nagrada (1943)